# Krivaj (Požega)
Krivaj je naselje u Republici Hrvatskoj u Požeško-slavonskoj županiji, u sastavu grada Požege.

## Zemljopis
Krivaj se nalazi sjeverozapadno od Požege, susjedna naselja su Toranj i Biškupci na sjeveru, Antunovac i Trenkovo na istoku, Bankovci i Kunovci na jugu te Milanovac na zapadu.

## Stanovništvo
Prema popisu stanovništva iz 2011. godine Krivaj je imao 79 stanovnika.
| broj stanovnika |       | 45    | 27    | 55    | 72    | 128   | 68    | 70    | 87    | 92    | 87    | 94    | 85    | 80    | 77    | 79    | 62    |
|                 | 1857. | 1869. | 1880. | 1890. | 1900. | 1910. | 1921. | 1931. | 1948. | 1953. | 1961. | 1971. | 1981. | 1991. | 2001. | 2011. | 2021. |